# Piotr Petróvitx Sokalski
Piotr Petróvitx Sokalski, rus: Пётр Петрович Сокальский (Khàrkiv antiga Khàrkiv, 26 de setembre de 1832 - Odessa, 11 d'abril de 1887) fou un compositor i estudiós de la música, rus. Fou l'oncle patern del també compositor Vladímir Sokalski.
Estudià ciències naturals i música en la seva ciutat natal i després es dedicà a l'ensenyança, començant ja llavors a col·leccionar cants populars. De 1857 a 1860 fou secretari del consolat rus de Nova York i de 1860 a 1876 redactà El Missatger d'Odessa. El 1864 havia fundat la Societat Filharmònica d'Odessa.
La seva obra principal com a musicòleg és la titulada La cançó popular russa, la seva estructura melòdica i el seu caràcter harmònic, en la que fa derivar l'estructura del cant popular rus de la prosòdia del text, i estudià les escales musicals que constitueixen la base de les melodies.
Quant a les seves obres musicals, les principals són les òperes: El setge de Douwno (1884);Mazeppa, i La nit de Maig. A la bora del Danubi, fantasia eslava per a piano, i melodies vocals.